# یورگ وویت
یورگ وویت (آلمانی: Jörg Woithe؛ زادهٔ ۱۱ آوریل ۱۹۶۳) شناگر اهل آلمان شرقی است.